# Schlotheimia schweinfurthii
Schlotheimia schweinfurthii är en bladmossart som beskrevs av C. Müller 1875. Schlotheimia schweinfurthii ingår i släktet Schlotheimia och familjen Orthotrichaceae. Inga underarter finns listade i Catalogue of Life.